# Lenguas guahibanas
Las lenguas guahibo constituyen una familia lingüística conformada por cinco lenguas genéticamente relacionadas, habladas por pueblos amerindios que habitan los llanos de la cuenca del Orinoco en Colombia y Venezuela. Se ha subdividido en los grupos noroeste, central y suroeste. El número total de hablantes supera los 30 mil.

## Clasificación
Las lenguas de la familia son las siguientes:
- A. Grupo Norte

1. Hitnü (Macaguane, jitnu); río Ele y caño Guiloto, Arauca, Colombia. Hacia 2001 se contabilizaban unos 1010 hablantes en Arauca, previamente la lengua se habría extendido a Agualinda y San José de Lipa. En 2018 fueron censados 1764 como Macahuán y otros 513 como Hitnü. y a 513 en 2018.
2. Hítanü (Iguanito, casibara); río Iguanito, Tame, Arauca, Colombia.
- B. Grupo Central

3. Sikuani (Hiwi, jiwi, jivi, guajivo, guahibo, wahibo); en los departamentos de Meta, Vichada, Arauca, Guainía y Guaviare, en Colombia y en Apure y el estado Amazonas, en Venezuela. Es la lengua guahibana con más hablantes, 20.000 en 1997; 34.200 en 2001; 30.600 en 2004; 24.000 en 2008; y ahora pueden sumarse 23.953 censados en Venezuela en 2011 y 52.361 en Colombia en 2018.
Waü, occidental.
Parawá oriental.
Amorúa; río Tomo, Colombia (2.211 en Colombia, 165 en Venezuela).
Dome (Cajaro, playero, bayonero); en la cuenca del río Arauca, Colombia y Venezuela. 240 hablantes en el 2000 y 350 en 2020.
4. Cuiba (Wamonae, cuiva, kuiba, deja), 2.830 hablantes en 2001 y 2.275 en 2004.
Pinmenepiwi (Wámonae); río Meta, Casanare. (895).
Masiwali; en Paz de Ariporo, Casanare, Colombia (592).
Wipiwe (Waüpiwi); río Uachadía, Casanare (299).
Tsiripu (Siripuxi); río Aguaclara; límite entre Vichada y Arauca (75).
Yarawütoxi (Yarawüraxi); río Capanaparo, Venezuela (395).
Chricoa; caño Cameme, Arauca (19).
Mayayero (Mayaraxi, yamalero); río Arauca (142).
- C. Grupo Suroeste

5. Guayabero (Jiw, cunimía, mitúa, mitiwa); en ambas riberas de los ríos Ariari, Guayabero y Guaviare, departamentos de Meta y Guaviare. Tenía 1.060 hablantes en 2004 2.000 en 2007; y 2.960 en 2018.
6. Churuya (extinta); El Piñal, Río Güejar, Vista Hermosa, Meta.

### Relación con otras lenguas
Queixalós (1988) opina que la relación de esta familia con la arawak, encontrada por Loukotka y Greenberg, se debe a préstamos léxicos y no a parentesco filogenético. Se debe fundamentalmente a préstamo de palabras durante siglos y al pronombre de primera persona que podría ser una forma regional.

## Descripción lingüística

### Fonología
Desde el punto de vista fonológico, las lenguas guahibanas distinguen entre oclusivas sordas y sonoras. Generalmente, estas lenguas también poseen una consonante líquida (ya sea lateral o rótica). Sin embargo, el cuiba constituye una excepción en este aspecto, ya que carece de líquidas propiamente dichas. Aunque el sonido [r] está presente, funciona como un alófono de /d/.
El inventario consonántico del cuiba está compuesto por:
|                   | Labial | Alveolar | Palatal | Velar | Glotal |
| ----------------- | ------ | -------- | ------- | ----- | ------ |
| Oclusiva aspirada | pʰ     | tʰ       |         | kʰ    |        |
| Oclusiva sorda    | p      | t        |         | k     | ʔ      |
| Oclusiva sonora   | b      | d        |         |       |        |
| africada          |        | ʦ        | ʧ       |       |        |
| fricativa         |        | s        |         |       | h      |
| nasal             | m      | n        |         |       |        |
| aproximante       | w      |          | y       |       |        |

El sistema vocálico de las lenguas guahibanas generalmente incluye tres vocales cerradas y tres vocales abiertas /i, i, u; e, a, o/.

### Morfología
Las lenguas guahibanas son aglutinantes con tendencia a ser polisintéticas. Tal como pasa en muchas lenguas de la Amazonia septentrional las raíces admiten un solo prefijo, aunque admiten cadenas de varios sufijos. Una característica inusual de las lenguas guahibanas es que tienen supletivas para singular y plural:
bexuba 'matar (objeto: singular)' = 'matar a un X'
juteba 'matar (objeto: plural)' = 'matar a varios X'

## Comparación léxica
Los numerales en diferentes lenguas guahibanas son:
| GLOSA | Norte            | Central                  | Central              | Central            | Sur       | PROTO- GUAHIBANO |
| GLOSA | Hitnü (macahuán) | Sikuani (guahibo)        | Playero              | Cuiba              | Guayabero | PROTO- GUAHIBANO |
| ----- | ---------------- | ------------------------ | -------------------- | ------------------ | --------- | ---------------- |
| '1'   | ken(ú)           | kaenːe                   | ompá-wa              | kəwa               | káe-      | *kaé-haewa       |
| '2'   | penakuéčabe      | anihanːebehe nawanːebehe | nahúa-wa-behe        | nakúeyatabe        | kolói-    | *nakue-behe      |
| '3'   | hóbehe           | akweyabi ponːebehe       | penayanachí-wa       | akoibi xóyobe      | pamóp-    | *akweybi(?)      |
| '4'   | ánabe            | kwatro ponːebehe         | nahúa- mátaxiyo-behe | nakuéyatabe xóyobe | pamchál-  |                  |
| '5'   | itsa-hokéha      | kinko ponːebehe          | pihía-wa             | cinco xóyobe       |           |                  |